# La cadena del mal
La cadena del mal es el quinto álbum de estudio de la cantautora Andrea Álvarez. El nuevo trabajo fue lanzado el 26 de julio de 2024 y cuenta con la participación instrumental de Lonnie Hillyer en el bajo y Tomás Brugués en la guitarra. Fue grabado entre octubre y noviembre de 2023 en Estudio Panda, Buenos Aires,y masterizado en el estudio Revealsound de Londres, Reino Unido, bajo la supervisión de Neil Pickles, quien también trabajó junto a Tool, Groove Armada, Basement Jaxx, Fun Lovin' Criminals, The Alabama Three, Kasabian y The Buzzcocks, entre otras bandas.  
El debut del álbum fue acompañado por el video musical del sencillo «Sos la muerte del rock», dirigido por Sal Lencina y producido por Pirca Producciones.
Andrea Álvarez contó en entrevistas como surgió el nuevo trabajo: «Empecé a componerlo antes de la pandemia y siempre mantuvo el mismo espíritu, pero porque mi gran inspiración es la disconformidad y el disco habla de los abusos desde el poder y de la muerte del mundo que nos formó, ya no existe más y mi dificultad para aceptarlo». «No quiero vivir enojada, y por eso compongo». «Creo que es el mejor porque lo siento cuando lo escucho. Siento que 'lo hicimos'. La voz, mi voz, está muy lograda, más que en mis otros discos y la idea está muy cerrada. Me gustan los temas y el resultado final. No me arrepiento de nada».
El nuevo disco fue presentado en Buenos Aires el 4 de octubre de 2024, en donde también repasó temas de su etapa solista como “Dormís?”, “Te maté porque sí” y “Se pudre todo”. 

## Lista de canciones
Todas las canciones escritas y compuestas por Andrea Álvarez, Lonnie Hillyer, Tomás Brugués. 
| La cadena del mal |                            |              |          |  |
| N.º               | Título                     | Escritor(es) | Duración |  |
| 1.                | «Sos la muerte del Rock»   |              | 3:19     |  |
| 2.                | «Cuando me muera»          |              | 4:15     |  |
| 3.                | «Desigual»                 |              | 5:02     |  |
| 4.                | «Fuzz»                     |              | 3:39     |  |
| 5.                | «Dos minutos»              |              | 2:52     |  |
| 6.                | «Policía de la corrección» |              | 4:13     |  |
| 7.                | «Cazafantasmas»            |              | 3:04     |  |
| 8.                | «La cadena del mal»        |              | 3:14     |  |
| 9.                | «Crash»                    |              | 3:34     |  |
| 10.               | «Dando letra»              |              | 3:19     |  |
| 11.               | «Uh uh»                    |              | 3:40     |  |
| 40:16             |                            |              |          |  |